# دست راست سرخ (فیلم)
دست راست سرخ یا دست انتقام (انگلیسی: Red Right Hand) یک فیلم اکشن و دلهره‌آور آمریکایی محصول سال ۲۰۲۴ به کارگردانی ایان نلمز و اشوم نلمز با بازی اورلاندو بلوم و اندی مک‌داول است.

## داستان
مردی که سعی دارد گذشته سیاهش را کنار بگذارد و با درستکاری زندگی کند، به اجبار یک سردسته خلافکاران دوباره به راه و رسم قدیم خود بر می‌گردد؛ اما این بار برای محافظت از خانواده و مردم شهرش از هیچ کاری دریغ نمی‌کند.

## تولید
فیلمبرداری در آوریل ۲۰۲۲ در کمبلسبورگ، کنتاکی، شپهردسویل، کنتاکی انجام شد.

## بازخوردها
در وبگاه جمع‌آوری نقد راتن تومیتوز، ٪۴۶ از ۱۳ بررسی منتقدان مثبت است، و میانگینِ امتیاز آن ۵٫۲/۱۰ است.